# Pražská padesátka

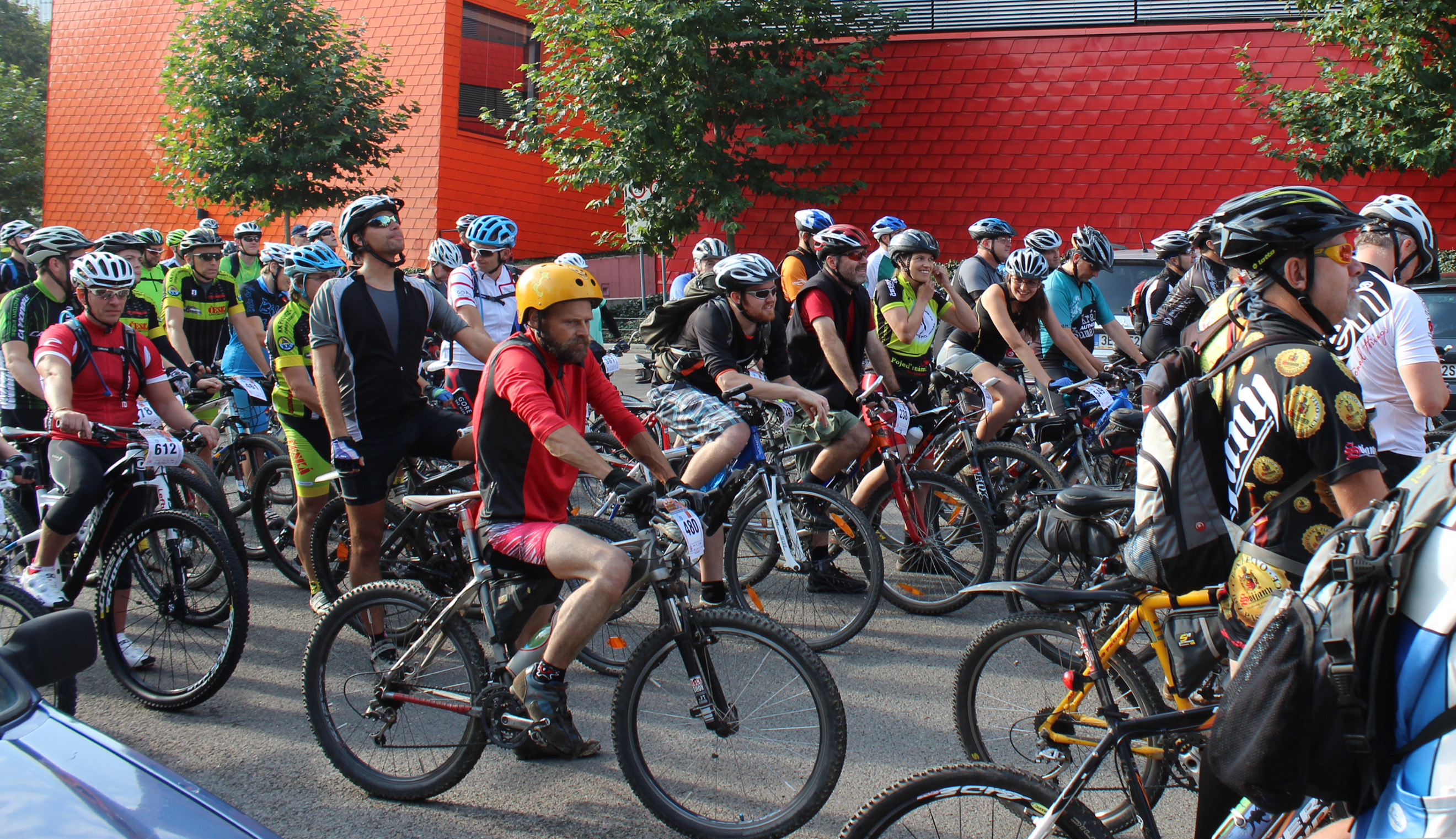
Část startovního pole v roce 2014

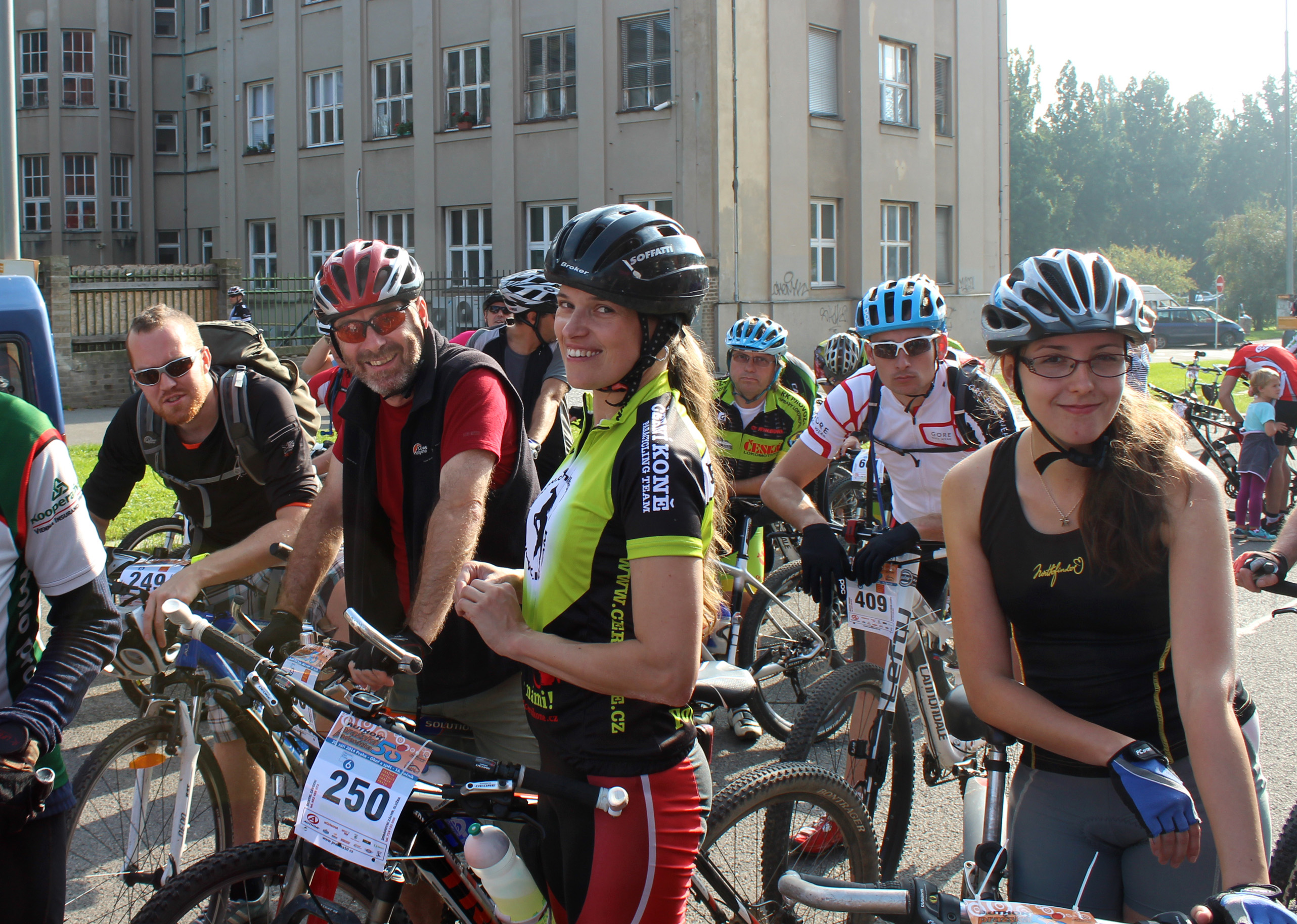
Borci na padině

Pražská padesátka je cyklistický závod v okolí Prahy, jehož trať měří 50 km s převýšením 780 m. Trasa závodu vede po cyklistických stezkách 0077 a 0078 z Dejvic přes Horoměřice, Velké Přílepy, Okoř, Číčovice, Tuchoměřice, Nebušice a Šárku zpět do Prahy. Koná se vždy předposlední víkend v září, v roce 2014 se jel 16. ročník. Na start 15. ročníku se postavilo na 900 závodníků, závod tehdy vyhrál Václav Ježek s časem 1:38:26.8.
Žijící legendou závodu je devítinásobný účastník Martin Čížek zvaný Schumi. Na letošní desátou účast se  tvrdě připravuje od června, včetně vysokohorského soustředění ve Švýcarsku.
Závod je pro všechny věkové a výkonnostní kategorie: Ženy, Muži, Firemní týmy, Ženské týmy, Rodinné – smíšené týmy, Tandem.